# ГЕС Юкари-Калекей
ГЕС Юкари-Калекей  (тур. Yukarı Kaleköy Barajı) – гідроелектростанція на південному сході Туреччини. Знаходячись між ГЕС Альпаслан 2 (вище по течії) та ГЕС Aşağı Kaleköy, входить до складу каскаду на Мураті (лівий витік Євфрату).
В межах проекту річку перекрили греблею із ущільненого котком бетону висотою 150 метрів (від фундаменту, висота від дна річки – 138 метрів), довжиною 516 метрів та товщиною по гребеню 10 метрів, яка потребувала 2474 тис м3 матеріалу. На час будівництва воду відвели за допомогою двох тунелів довжиною 0,86 км  та 0,95 км з діаметрами по 9,5 метра. Гребля утримує водосховище з об’ємом 738,8 млн м3, в якому припустиме коливання рівня у операційному режимі між позначками 1210 та1235 метрів НРМ (у випадку повені останній показник може зростати до 1238 метрів НРМ). 
Основне обладнання станції становлять чотири турбіни типу Френсіс – три потужністю по 199,4 МВт та одна з показником 28,7 МВт. При чистому напорі у 131 метр вони повинні забезпечувати виробництво 1,5 млрд кВт-год електроенергії на рік. 
Видача продукції відбувається по ЛЕП, розрахованій на роботу під напругою 380 кВ.